# Павильон «Гауптвахта»

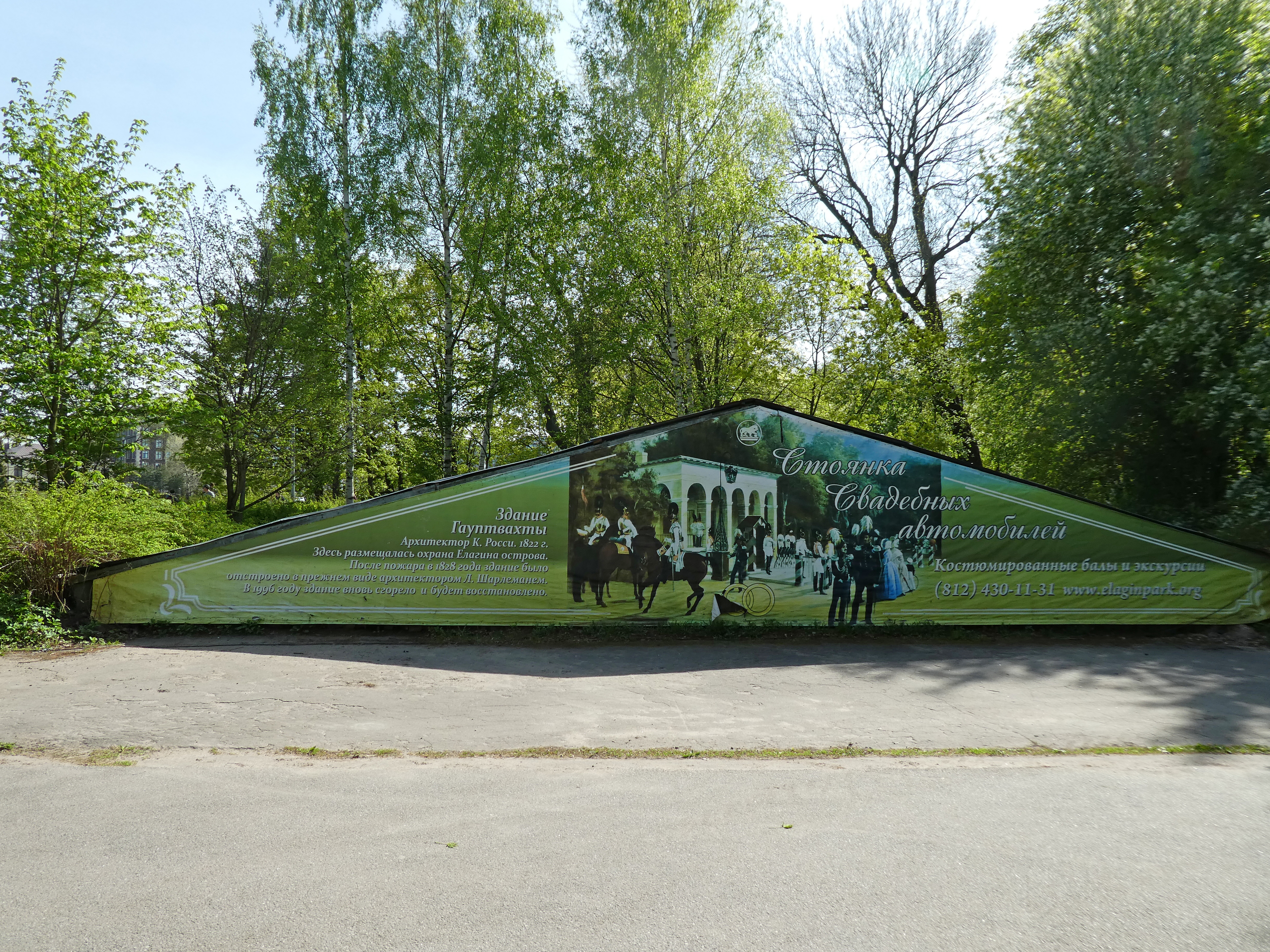
Вывеска на месте павильона

Павильон «Гауптвахта» — утраченный памятник архитектуры, планируется воссоздание, ориентировочно в 2025—2027 годы. Планируется использование павильона в качестве выставочного помещения.
Был расположен в Санкт-Петербурге на Елагином острове, рядом с взъездом, у Первого Елагинского моста. Построен в 1822 году, архитектор К. И. Росси. Был сделан из дерева, первый раз сгорел в 1828 году, восстановлен Л. И. Шарлеманем. В 1886—1888 годах А. Семенов провёл капитальный ремонт, увеличив его объём и отчасти изменив декор. В советское время павильон использовался в качестве молочного буфета. Второй раз сгорел в 1996 году.
Квадратное в плане здание, обшивка фасадов имитировала русты, была украшена резными орнаментами (воинские символы над окнами и во фризе). Главный фасад был украшен галереей из арок, опирающихся на рустованные столбы. С двух сторон от лестницы были расположены декоративные вазы для цветов, как и рядом с другими павильонами острова. Стены были светло-серыми (что помогало имитировать каменную кладку).